# Neuschwanstein (groupe)
Pour les articles homonymes, voir Neuschwanstein.
 (juillet 2022).
 (mars 2022).
Si vous disposez d'ouvrages ou d'articles de référence ou si vous connaissez des sites web de qualité traitant du thème abordé ici, merci de compléter l'article en donnant les références utiles à sa vérifiabilité et en les liant à la section « Notes et références ».
Neuschwanstein est un groupe de rock progressif qui, bien que n'ayant jamais signé avec une grande maison de disques, a néanmoins réussi à sortir un album très remarqué sur la scène du rock progressif dans les années 1970,.

## Histoire du groupe

### Les débuts
Comme souvent, les origines de ce groupe sont liées à une amitié scolaire. Thomas Neuroth et Klaus Mayer, tous deux élèves à l'ancien Realgymnasium (école secondaire) de Völklingen/Sarre, s'y sont rencontrés au début des années 1970 et ont rapidement constaté qu'ils partageaient un intérêt pour la musique de Rick Wakeman et de King Crimson, ainsi qu'une passion pour le rock progressif ou bien le rock symphonique. En raison de leur formation musicale classique (Thomas Neuroth a appris le piano, Klaus Mayer la flûte traversière), ils apprécient les structures et le lyrisme de la musique classique associés à des éléments rock.
Ils ont décidé de mettre sur pied un groupe commun et se sont donné le nom de Neuschwanstein. Ce nom de groupe n'a pas été choisi par hasard, puisque ce château construit par le roi Louis II de Bavière représente l'ère romantique dans sa forme la plus impressionnante. Thomas Neuroth dit à ce sujet :

« Le nom devait être allemand et avoir une consonance romantique. Je ne veux pas non plus exclure le fait que je voulais que mon nom contienne le mot 'Neu'. »

— Thomas Neuroth, Interview avec le Saarbrücker Zeitung, 2018
D'autres membres du groupe (en partie issus de la même école) furent rapidement trouvés : Werner Knäbel jouait de la basse, Peter Fischer de la batterie, Udo Redlich de la guitare et Theo Busch du violon.
Au début, ils se sont contentés de reprises du genre rock standard anglo-saxon, principalement des chansons de Rick Wakeman. Leur futur guitariste et parolier Roger Weiler a assisté à un concert du Neuschwanstein Band des débuts et a été particulièrement enthousiasmé par les sons de synthétiseur du groupe sur leurs extraits de The Six Wives of Henry VIII de Rick Wakeman. Klaus Mayer a étudié l'électrotechnique dès la fin de sa scolarité, ce qui lui a permis de construire son propre synthétiseur, ce qui était assez inhabituel en Allemagne à cette époque.

Neuschwanstein en concert 1976 avec "Alice in Wonderland"
(de gauche à droite : Thomas Neuroth, Roger Weiler, Hans Peter Schwarz, Uli Limpert, Klaus Mayer).

Trouver le bon batteur s'est avéré assez difficile pour Neuschwanstein, car les changements étaient fréquents, surtout dans la phase initiale. Peter Fischer fut rapidement remplacé par Volker Klein, qui fut lui-même remplacé par Thorsten Lafleur en 1973. L'année suivante, Uli Limpert a repris le poste de Werner Knäbel à la basse. La même année, Thorsten Lafleur quitte également le groupe et est remplacé par Hans Peter Schwarz au poste de batteur.

### Alice in Wonderland
Tres impressionné par le Journey to the Centre of the Earth de Rick Wakeman, Neuschwanstein décida de composer un long morceau de musique instrumentale et travailla à l'adaptation musicale du célèbre roman Lewis-Carroll Alice in Wonderland. Ils ont choisi ce conte pour son atmosphère et sa fantaisie, qui se prêtaient à une musique sophistiquée et suggestive. L'idée et les premières tentatives de mise en œuvre de la pièce remontent à 1970. La première de cette pièce musicale de 40 minutes a eu lieu en 1974 au Marie-Luise-Kaschnitz Lycée de Völklingen. En 1975, Neuschwanstein a ainsi remporté un concours de groupes au Théâtre national de la Sarre à Sarrebruck. Ils ont charmé le public par la richesse orchestrale et mélodique de leur arrangement.

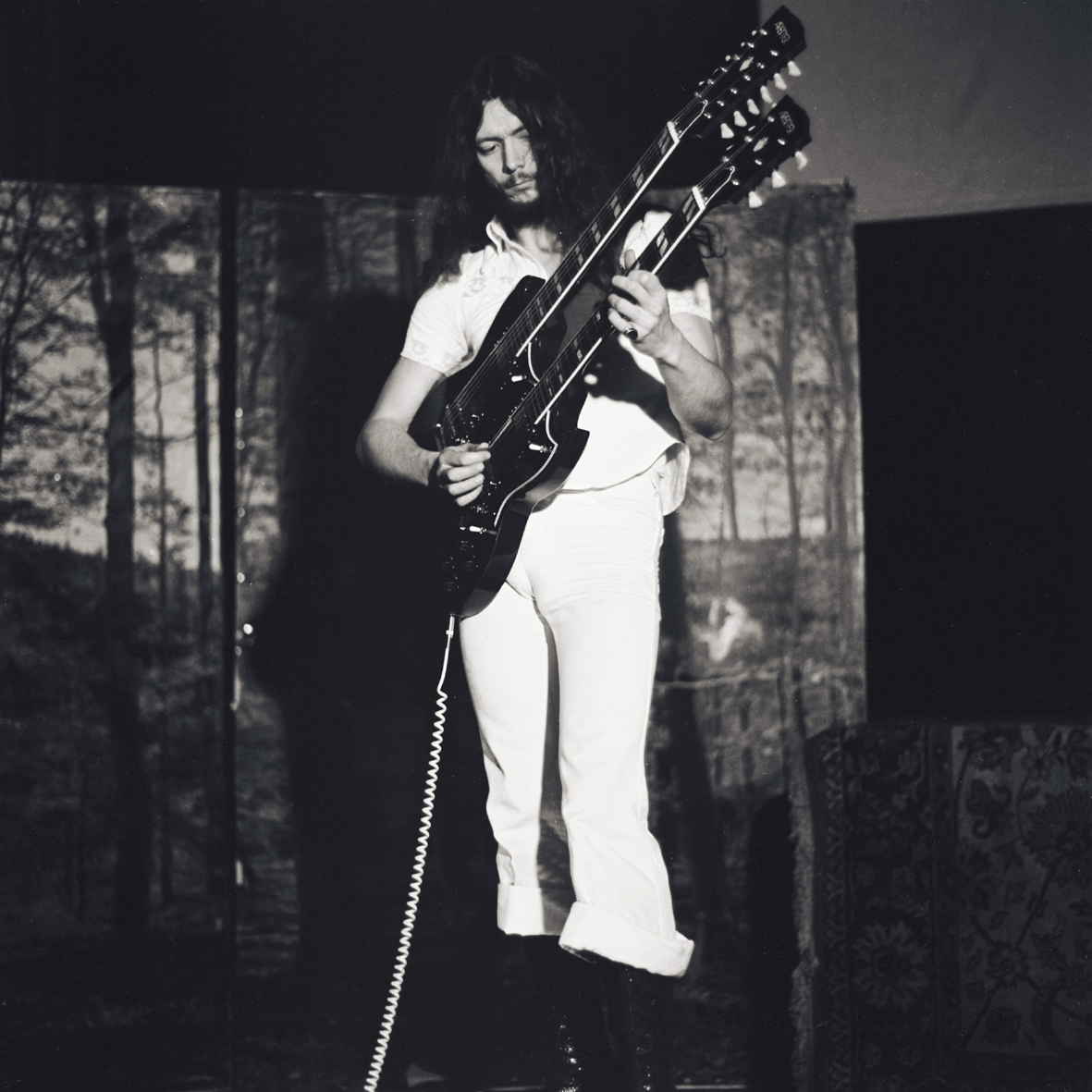
Roger Weiler

Ce succès encouragea le groupe à élargir ses horizons musicaux, ce qui fut facilité en 1975 par l'arrivée d'un nouveau guitariste, Roger Weiler. Leur ancien guitariste, Udo Redlich, avait quitté le groupe peu de temps auparavant. Weiler avait d'abord joué dans un groupe de hard rock sarrois, puis dans un groupe de reprises français, dont faisait partie Frédéric Joos, le futur chanteur de Neuschwanstein. Roger Weiler était entre autres influencé par Genesis, notamment par le titre Supper's Ready de leur album Foxtrot et jouait d'une guitare à double manche avec de nombreux effets de pédales qui lui permettaient de créer une atmosphère onirique.

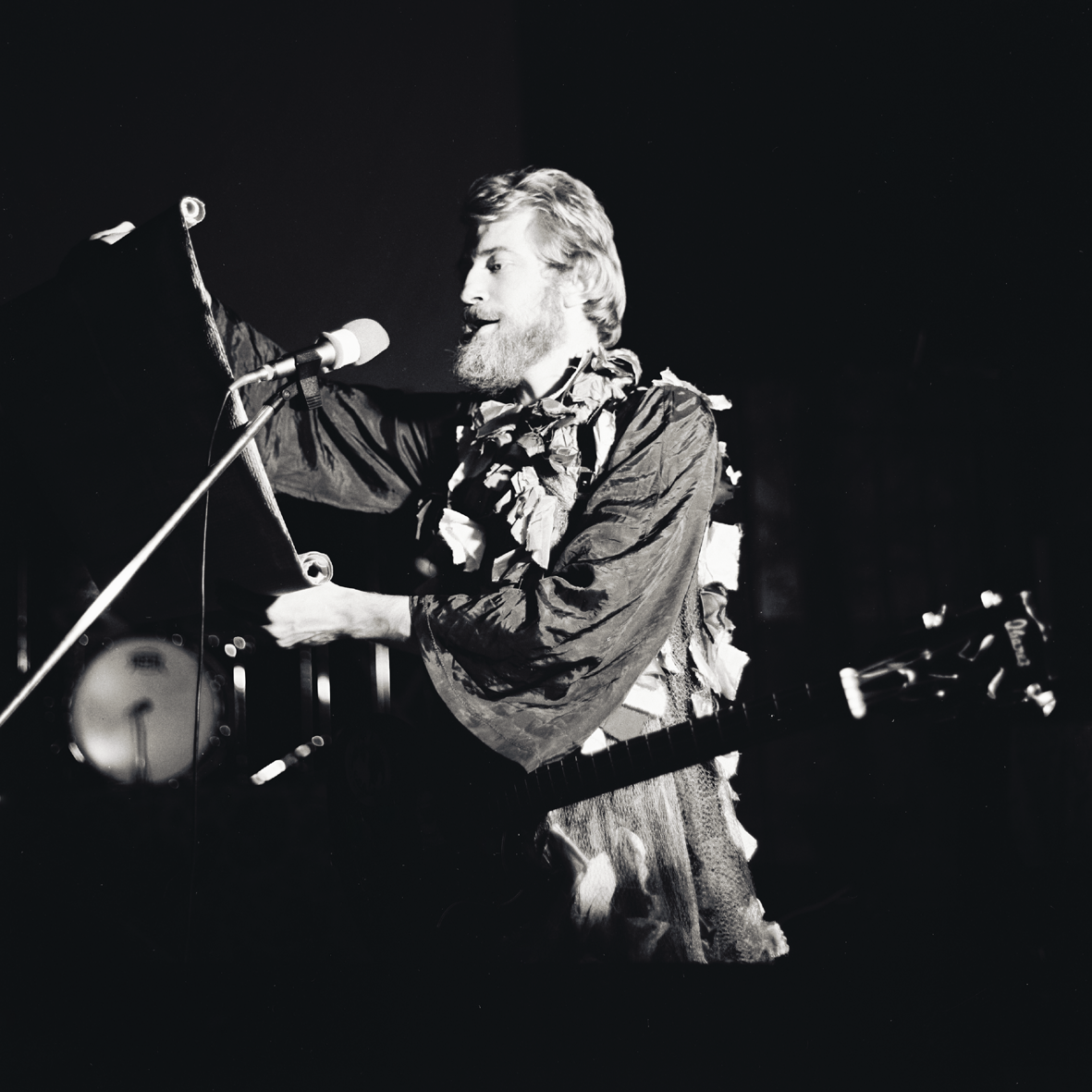
Uli Limpert

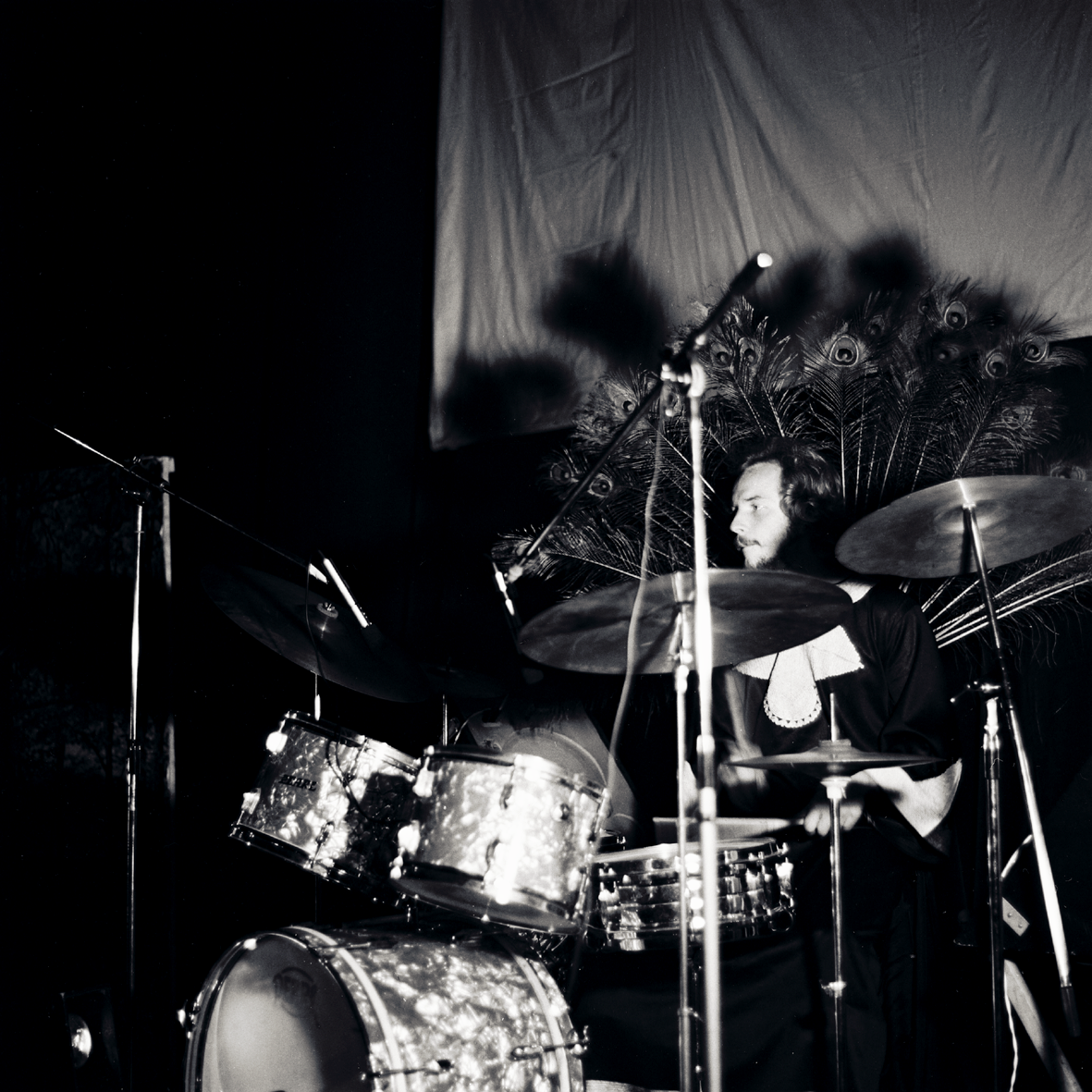
Hans Peter Schwarz

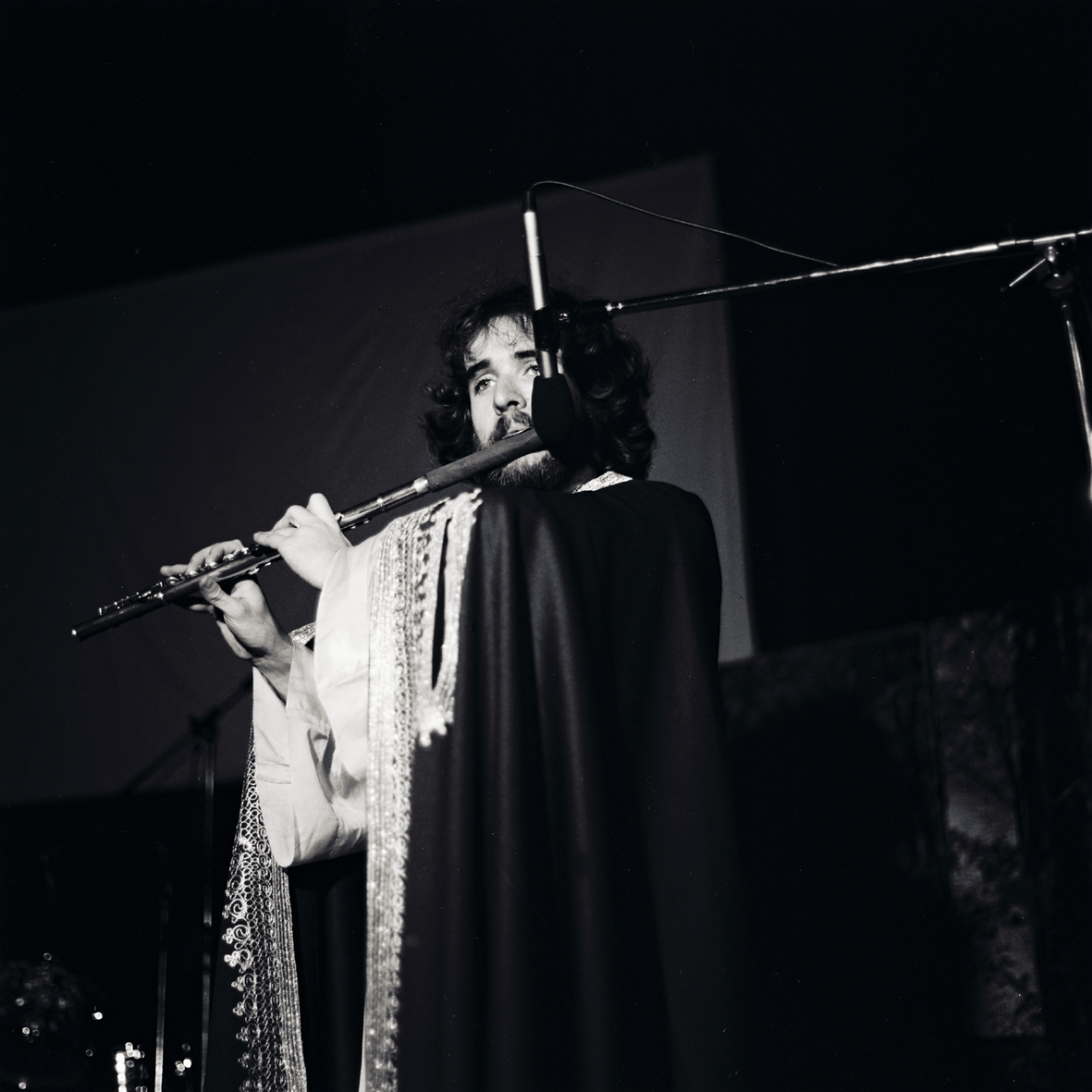
Klaus Mayer

En même temps que ce nouveau guitariste, Ulli Reichert, un homme d'affaires sarrois ayant une connaissance approfondie du rock, fait son apparition. Il a également soutenu le groupe financièrement et est devenu le manager de Neuschwanstein dans le but de donner au groupe la possibilité d'enregistrer et de commercialiser sa musique.
Avec la nouvelle équipe, Neuschwanstein ne s'est pas contenté de peaufiner sa musique, il a également élaboré un décor de scène élaboré ainsi que des effets visuels complexes avec des masques et des costumes, comme on le connaissait de Genesis à l'époque de Peter Gabriel. Des diapositives ont même été projetées au fond de la scène, Limpert et plus tard Weiler récitant les séquences de chansons, entrecoupées d'illustrations de l'histoire. Un décor de forêt a même été installé sur la scène avec un rideau imprimé derrière les illustrations projetées. Des couleurs phosphorescentes ont été peintes sur les feuilles des arbres, de sorte que ceux-ci brillaient dans l'obscurité. Les masques des musiciens correspondaient à leurs rôles dans l'histoire : Neuroth était le magicien, Weiler le griffon, etc. Malgré le manque constant de temps et d'argent, le spectacle de Neuschwanstein était étonnant et très professionnel pour des « héros locaux ».

« Nous voulons faire une musique qui va à l'encontre de ce qui se fait habituellement, comme le rock, le jazz ou autre. Bien sûr, nous nous laissons influencer, mais ni plus ni moins que tout autre musicien qui écoute lui-même beaucoup de musique. Chez Neuschwanstein, nous n'accordons pas d'importance à l'improvisation. Nous nous considérons moins comme des interprètes créatifs, mais [...] plutôt comme des constructeurs créatifs. L'improvisation est généralement liée à l'émotion et ne garantit pas toujours un résultat optimal. Sans copier Genesis ou Wakeman, nous voulons présenter au public plus qu'une simple chanson, mais un plaisir pour les oreilles et les yeux. »

— Thomas Neuroth, Interview avec le magazine musical sarrois GUCKLOCH, 12/76
En avril 1976, Neuschwanstein a réservé un petit studio d'enregistrement à Sarrebruck-Güdingen pour enregistrer Alice in Wonderland sur bande. Uli Limpert avait quitté le groupe quelque temps auparavant et fut remplacé par le bassiste Rainer Zimmer, connu localement, qui reprit également les parties vocales de Limpert. Cet enregistrement était destiné à servir de bande démo pour des organisateurs potentiels. Ce n'est que 32 ans plus tard, en 2008, que le label musical français Musea a publié pour la première fois la bande démo sur CD, sous une forme restaurée.

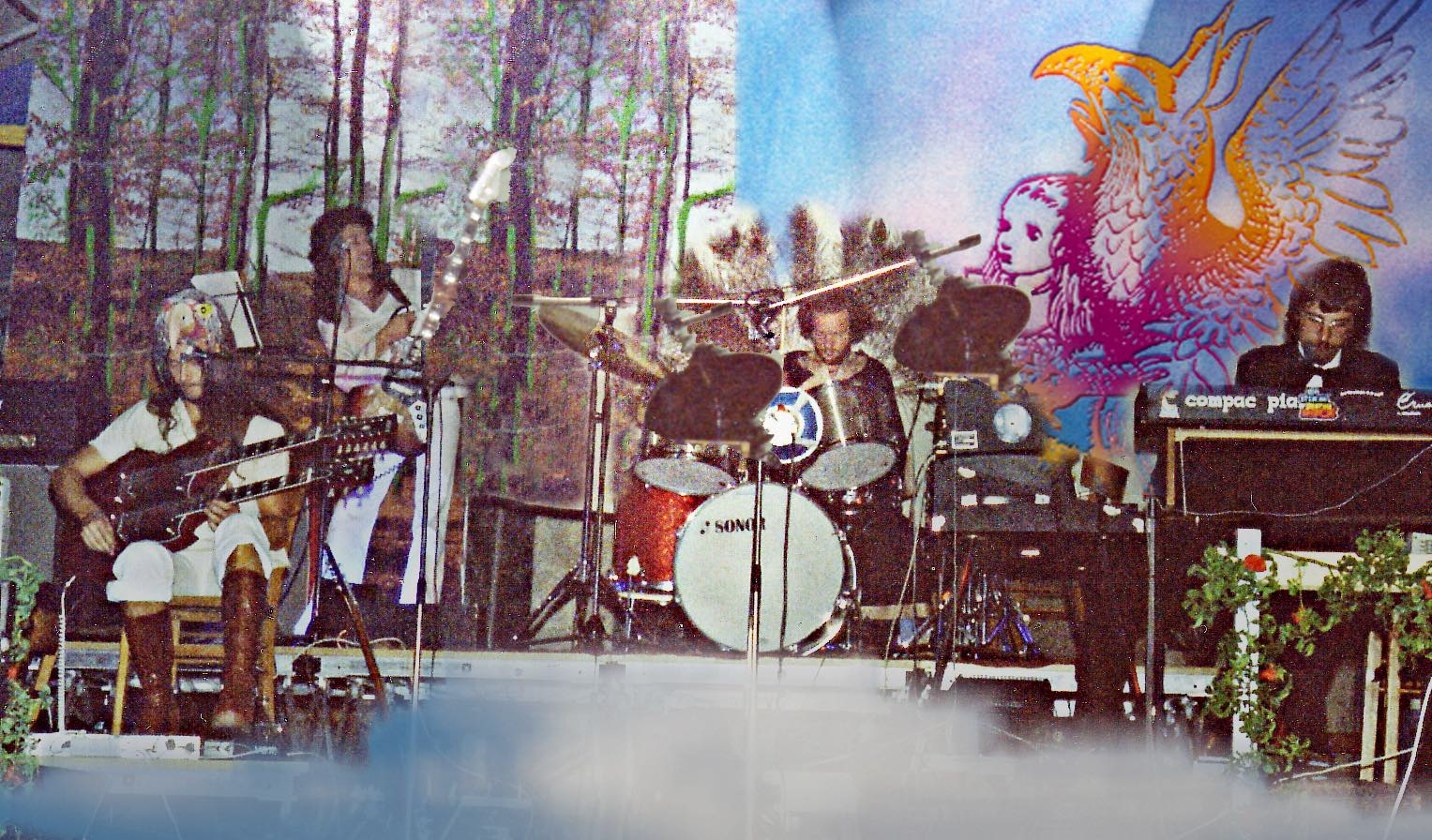
Neuschwanstein en concert avec „Alice in Wonderland“, 1977

Les réactions du public au spectacle sur scène et à la musique ont été à la hauteur : c'était la première fois qu'un groupe de rock allemand présentait un morceau de musique aussi long, avec des décors, des costumes, des mascarades et des effets spéciaux. Les petites pannes n'ont toutefois pas été épargnées. Ainsi, dès son premier concert avec le groupe, Weiler a eu la malchance de faire tomber son masque de griffon avec son grand et lourd bec. Il avait mis le masque trop frénétiquement avant de monter sur scène et ne l'avait pas attaché correctement.
Neuschwanstein a dû essuyer une cruelle déception lors d'un festival en 1976 à Sierck-les-Bains en France. Devant un public enthousiaste d'environ 10.000 spectateurs, les musiciens avaient déjà l'impression d'être de grandes stars, pour devoir soudain constater avec désillusion que la foule commençait déjà à s'éloigner au bout d'un quart d'heure pour assister au rituel des « roues enflammées » de la Saint-Jean (solstice d'été). Lorsque les spectateurs sont revenus, le spectacle de Neuschwanstein était déjà terminé.

### Battlement
Néanmoins, l'année 1976 devait être une autre étape importante pour le développement futur du groupe. Frédéric Joos, qui venait de terminer son service dans l'armée française et qui était un copain de Roger Weiler d'un groupe commun précédent, fut invité par Thomas Neuroth à participer à une petite tournée en Moselle. Neuschwanstein portait l'intention d'atteindre un style plus « lyrique » et « vocal » plus et Joos semblait être exactement le chanteur qu'il fallait pour cela. Son chant rappelait fortement celui de Peter Gabriel, mais des comparaisons ont également été faites avec le chanteur The Strawbs, Dave Cousins.
Du nouveau matériel a été collecté, les thèmes des chansons étant écrits par les différents musiciens avant d'être arrangés et élaborés de manière générale par l'ensemble du groupe pendant les répétitions. Le premier concert de Joos avec Neuschwanstein a eu lieu à Saarlouis en Sarre. Sur scène, le groupe se présentait de manière plutôt discrète et n'utilisait des costumes que pour certaines parties de l'adaptation “d'Alice”. Joos était entièrement vêtu de blanc, ce qui devait lui conférer une sorte « d'aura angélique ». Il a toutefois renoncé à un « jeu de scène » pour se concentrer entièrement sur le chant et la guitare acoustique qu'il a jouée sur la plupart des titres. Un show lumineux élaboré et de la neige carbonique ont cependant continué à être utilisés abondamment.
Entre 1974 et 1978, le groupe a augmenté sa notoriété en se produisant dans sa région natale Sarre en première partie de groupes comme Novalis et Lucifer's Friend.
En raison d'une amitié entre leur manager Reichert et Herman Rarebell, le batteur de Scorpions, le groupe ose alors passer à l'étape suivante et réserve un studio à Cologne pour enregistrer un album sous la direction de Dieter Dierks, producteur de Scorpions. Les enregistrements ont eu lieu entre le 21 et le 31 octobre 1978. Au fil des années, le groupe avait perfectionné sa technique et sa présentation lors des concerts et s'adaptait sans problème au studio. Ils ont conservé leurs morceaux préférés pour l'enregistrement, même si certains ont dû être supprimés, notamment A Winter's Tale, composé par Joos et dont les paroles ont été écrites par Weiler. Joos a repris toutes les parties vocales, à l'exception de Battlement, qui a été écrit et chanté par Rainer Zimmer. Lors de l'enregistrement du morceau d'ouverture Loafer Jack, Herman Rarebell a fait les honneurs de la batterie. Les Scorpions avaient réservé le studio voisin au même moment et le manager Reichert a engagé Rarebell comme batteur pour ce titre, car il espérait que sa notoriété lui permettrait d'obtenir un plus grand succès commercial. Le groupe n'était cependant pas du tout ravi de cette décision, d'autant plus que Hans Peter Schwarz avait déjà enregistré un pattern rythmique beaucoup plus subtil pour ce titre et que Rarebell avait enregistré une batterie rock classique.

Neuschwanstein « Battlement » acteurs : de gauche à droite : Thomas Neuroth, Frédéric Joos, Rainer Zimmer, Roger Weiler, Klaus Mayer

L'album Battlement est sorti en 1979 et s'est vendu à 6000 exemplaires, un succès considérable pour une autoproduction d'un groupe sans contrat d'enregistrement. Surtout parce qu'à cette époque, l'intérêt pour le rock progressif a fortement diminué, la new wave et le post-punk ayant le vent en poupe. Malgré la popularité considérable de Neuschwanstein, le succès de l'album n'a pas été au rendez-vous, et ce malgré un bon accord de distribution avec un petit label local appelé Racket Records. La chanson Midsummer Day, plutôt commerciale, a été enregistrée mais n'est pas apparue sur l'album par la suite. Le groupe avait l'intention de la publier sur les deux faces d'un single promotionnel, mais des raisons financières les ont empêchés de le faire. Ce n'est qu'avec la sortie du CD de Musea en 1992 que ce titre est apparu comme morceau bonus.
A l'occasion de la sortie du CD, le groupe au complet s'est réuni chez son manager Ulli Reichert, où une réunion a également été envisagée. En raison de difficultés logistiques, cela n'a finalement pas eu lieu.
On a souvent reproché au groupe d'être une copie de l'époque de Peter Gabriel et de Steve Hackett. Mais les compositions sont bien trop originales pour cela, même si la voix du chanteur Frédéric Joos est bien sûr proche de celle de Peter Gabriel dans certains passages et que le jeu de guitare de Roger Weiler est en tout cas inspiré de Steve Hackett,.

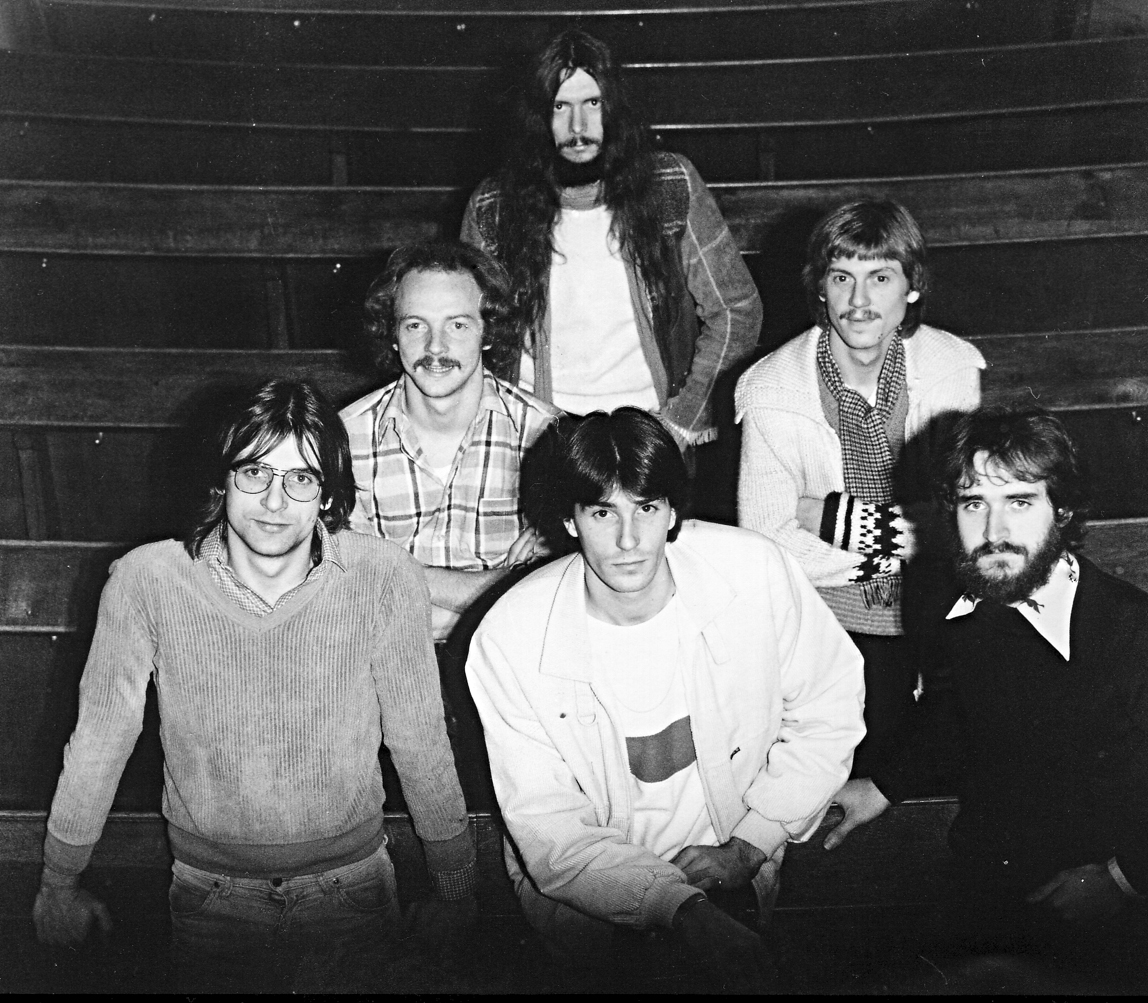
Neuschwanstein dernier acteurs : en haut Roger Weiler; centre à gauche Hans Peter Schwarz, à droite Wolfgang Bode; en bas à gauche Thomas Neuroth, centre Michael Kiessling, à droite Klaus Mayer

Après Battlement, aucun nouvel album n'a été publié. Frédéric Joos a quitté le groupe avant même la sortie de l'album, car il se voyait un autre avenir que celui de chanteur de rock. Rainer Zimmer lui succéda. Joos revint en France et devint un illustrateur de livres pour enfants à succès,. Michael Kiessling de Trèves et Wolfgang Bode de Saarlouis ont été appelés dans le groupe pour remplacer respectivement Frédéric Joos et Rainer Zimmer. Michael Kiessling tenta de rendre le spectacle scénique du groupe à nouveau plus théâtral en utilisant à nouveau des costumes et en améliorant l'aspect visuel des représentations en général. En outre, l'orientation musicale a reçu un style plus intime.
Cependant, le groupe s'est définitivement séparé à l'automne 1980, certains de ses membres se voyant contraints de poursuivre leur carrière professionnelle. De plus, il y avait un sentiment général de découragement.

« Le manque de succès, l'avènement de la new wave et le mépris général pour le progressif décourageront la plupart des membres du groupe, qui finira par éclater en 1980, mais il reste cet album tout à fait digne de respect pour témoigner de ce qui aurait pu être… Et c'en est frustrant. »

— Marc Moingeon,  Critique dans KoiD9 - magazine rock & progressif, Juillet 2007
Thomas Neuroth et Michael Kiessling décidèrent de poursuivre leur carrière musicale, Hans Peter Schwarz et Klaus Mayer avaient terminé leurs études et voulaient se consacrer à une carrière en dehors de la musique. Roger Weiler est retourné à son groupe d'origine, les Nightbirds, et a joué des reprises sixties. Wolfgang Bode a rejoint un groupe de jazz. En 2019, Michael Kiessling est décédé.
En 2016, après une pause de 37 ans, un nouvel album de Neuschwanstein est sorti, Fine Art. En fait, Fine Art est un « one-man project » du seul membre originel de Neuschwanstein, Thomas Neuroth. Avec l'aide de nombreux amis musiciens, Neuroth a créé un album remarquable, qui ne ressemble guère à la musique originale de Neuschwanstein - malgré l'utilisation intensive de la flûte traversière - ni aux modèles d'antan comme Genesis, mais bien plus à la combinaison de Emerson, Lake and Palmer, de complexité classique, romantique et de hard rock progressif, qui se présente sous la forme d'une suite.

## Discographie
- 1979 : Battlement (réédité comme CD de remixes en 1992 par Musea)
- 2008 : Alice in Wonderland (Publication sur CD des enregistrements de 1976 par Musea)
- 2016 : Fine Art